# Aloina rigida
Aloina rigida là một loài Rêu trong họ Pottiaceae. Loài này được (Hedw.) Limpr. mô tả khoa học đầu tiên năm 1888.